# Valentina Egorova
Valentina Michajlovna Egorova (in russo Валентина Михайловна Егорова?; Čeboksary, 16 febbraio 1964) è un'ex maratoneta russa.

## Biografia
Nata a Čeboksary con il nome di Валентина Михайловна Егорова, ai Giochi della XXV Olimpiade vinse l'oro nella maratona ottenendo un tempo migliore della giapponese Yuko Arimori (medaglia d'argento) e della neozelandese Lorraine Moller.
Nelle olimpiadi successive giunse seconda ottenendo una medaglia d'argento.

## Palmarès
| Anno | Manifestazione  | Sede       | Evento   | Risultato | Prestazione | Note |
| ---- | --------------- | ---------- | -------- | --------- | ----------- | ---- |
| 1992 | Giochi olimpici | Barcellona | Maratona | Oro       | 2h32'41"    |      |
| 1996 | Giochi olimpici | Atlanta    | Maratona | Argento   | 2h28'05"    |      |